# Resident Evil: Retribution
Resident Evil: Retribution (titulada: Resident Evil 5: La venganza ) es la quinta entrega de la serie de películas de terror, acción y ciencia ficción Resident Evil y secuela de Resident Evil: Afterlife. Paul W. S. Anderson la dirigió y escribió, mientras que él mismo junto a Jeremy Bolt, Don Carmody, Samuel Hadida y Robert Kulzer la produjeron. El reparto está formado por Milla Jovovich, Sienna Guillory, Michelle Rodríguez, Johann Urb, Li Bingbing, Shawn Roberts, Kevin Durand, Oded Fehr, Boris Kodjoe, Colin Salmon y Megan Charpentier. Está rodada en 3D igual que la anterior película. La película se rodó en distintos lugares del mundo como Toronto, Japón, Moscú y el Times Square de Nueva York.
Su estreno tuvo lugar el 13 de septiembre de 2012 a nivel internacional.

## Argumento
La historia inicia instantes después de la derrota de Wesker, cuando un contingente de soldados de Umbrella, comandados por una Jill Valentine víctima de un lavado de cerebro, ataca el Arcadia y masacra a los sobrevivientes.
La escena cambia mostrando un barrio suburbano de Racoon City donde una versión alternativa de Alice y su esposo Todd, una versión alternativa de Carlos Olivera, viven una idílica vida junto a Becky, su hija sordomuda, hasta que un grupo de zombis atacan y asesinan a Todd, por lo que Alice y Becky huyen encontrándose con una versión civil de Rain Ocampo que las ayuda a huir hasta que su auto choca y se separan. Alice y Becky entran en una casa abandonada donde la mujer esconde a la niña en un armario mientras ella sale y se defiende de un infectado hasta que el zombi de Todd la encuentra y asesina.
Alice, la original, despierta cautiva en una celda de una base de Umbrella donde Jill constantemente la interroga y somete a tortura sensorial, hasta que la computadora es víctima de un hackeo que la obliga a reiniciarse y deja a Jill en trance. Alice logra escapar, la computadora se reactiva y Jill despierta descubriendo que Alice ha escapado, por lo que ordena desplegar todos los equipos y barrer el corredor con la red láser. 
Alice llega a lo que parecen ser las calles de la ciudad de Tokio, donde una voz cibernética anuncia "atención... atención... secuencia Tokio iniciada", tras lo cual los zombis atacan la ciudad. Alice entra en un edificio donde encuentra un lote de armas y conoce a Ada Wong, una agente que la comunica con Albert Wesker; este revela que no solo sobrevivió, sino también que ya no trabaja para Umbrella y se ha propuesto unir a los supervivientes en un solo grupo por lo que desea rescatarla de ese lugar, un gigantesco búnker de submarinos construido por la URSS durante la Guerra Fría que ha sido reacondicionado para los experimentos. 
Ada explica a Alice que lo que vio anteriormente no era una ciudad sino el Escenario Tokio, una habitación gigante creada por Umbrella que imita el ambiente real. Ada también comenta que muchas salas de simulaciones diferentes y para salir deberán atravesar algunas mientras Wesker informa que envió un equipo de apoyo con el cual deben reunirse. 
Los refuerzos resultan ser Leon S. Kennedy, Luther West, Barry Burton, Sergei Vladimir y Tony Rosato, que acaban de entrar a la base y calculan contar con dos horas para salir antes que lleguen los refuerzos de Umbrella, por ello, antes de entrar colocan bombas programadas para dos horas.
Wesker advierte a Alice que Jill las esta persiguiendo por órdenes de la Reina Roja, la misma inteligencia artificial que controlaba La Colmena; en ese momento la Reina Roja interrumpe el hackeo de Wesker y ambas deben huir, llegando al Escenario Nueva York, donde se encuentran dos grandes y rápidos Verdugos, pero logran eliminarlos después de una corta batalla. Al mismo tiempo, en el Escenario Moscú, la Reina Roja envía zombis armados por lo que el equipo de Leon retrocede y se atrinchera en un edificio.
Ada y Alice llegan a la simulación de Raccoon City, donde descubren el cadáver de la Alice mostrada previamente. Ada le explica que las simulaciones están habitadas por clones con implantes de emociones y recuerdos para obtener genuinas reacciones a la amenaza del virus. Tras revisar el lugar descubren a Becky oculta, quien asume que Alice es su madre, por lo que decide llevarla a pesar de la negativa de Ada. Las tres son encontradas por el equipo de Jill compuesto por clones malvados de Carlos, One y Rain, iniciando un enfrentamiento que hace que se separen de Ada y lleguen al metro del Escenario Moscú, donde se encuentran con el clon de Rain que ayudó a Becky y su madre anteriormente.
Leon y su equipo logran huir del edificio pero en el camino un Uber Licker asesina a Sergei, siendo salvados por Alice; tras reunirse, Leon señala que tienen 22 minutos para huir por lo que deciden buscar el ascensor de salida más cercano. Mientras Leon explica que trabaja con Wesker porque este asegura conocer un arma que les daría ventaja contra Umbrella. Al llegar al ascensor un licker, hiere a Barry, mata a Rain y se lleva a Becky, por lo que Alice decide regresar para rescatarla a pesar de las protestas de Leon ya que solo quedan 9 minutos antes de la detonación. Alice se marcha mientras Luther, Leon y Barry deben luchar contra el equipo de Jill que los ha alcanzado y llevan a Ada como rehén.
Consciente de sus heridas, Barry se sacrifica enfrentando a los soldados para permitir a su equipo entrar al ascensor. Alice salva a Becky y en su camino de regreso encuentran las instalaciones donde los clones son creados y acondicionados para los experimentos, mientras Alice pone una bomba para destruir el lugar Becky, al verse rodeada de copias de sus padres y conocidos comprende la realidad y pregunta a Alice si es realmente su madre, a lo que esta responde que ahora lo es, tras lo cual escapan del lugar mientras la bomba explota.
El detonador llega a cero y las instalaciones se destruyen, mientras que del equipo solo sobreviven Leon, Luther, Alice y Becky. Una vez en la superficie mientras se alejan en su vehículo, emerge un submarino pilotado por Jill y Rain, quienres aun llevan a Ada como prisionera. Rain se inyecta Las Plagas, un compuesto en base al virus-T que le otorga habilidades sobrehumanas e invulnerabilidad, comenzando una pelea contra Leon y Luther mientras Jill y Alice se enfrentan entre sí. 
Después de una ardua pelea, Alice logra quitar y destruir el dispositivo que controlaba a Jill. Rain por su parte mata a Luther y tiene a Leon a su merced hasta que Jill y Alice intervienen y esta última rompe la capa de hielo y la hace hundirse en el agua congelada. Tras esto, el helicóptero de extracción los rescata y lleva a un Washington totalmente devastado por los zombis y demás armas biológicas. 
Alice se encuentra con Wesker en la Casa Blanca, que ha sido convertida en un refugio para los supervivientes y militares del Ejército de los Estados Unidos. Sin que Alice tuviera tiempo de negarse, Wesker le inyecta un compuesto que reactiva sus mutaciones y poderes explicando que la Reina Roja pretende destruir toda la vida sobre la Tierra y que el arma a la cual se refería era Alice, tras lo cual le muestra que la Casa Blanca está rodeada de miles de zombis y monstruos intentando entrar para acabar con el último bastión de los humanos.

## Reparto
- Milla Jovovich como Alice: La rival más odiada de la Corporación Umbrella. Después de haber escapado de las instalaciones durante los inicios del brote mundial del virus-T, Alice ha decidido detener por sí misma a la corporación responsable del fin de la humanidad. Pero ahora es momento de hacerlo con ayuda de viejos amigos y enemigos.
- Sienna Guillory como Jill Valentine: Una exmiembro de S.T.A.R.S. que después de desaparecer tras el brote mundial del virus-T, reaparece ahora como una fuerza de autoridad en Umbrella. Milla Jovovich comentó vía Twitter que Jill será la principal antagonista de la película. Su integración como una agente de Umbrella bajo los efectos de control mental, así como también su apariencia, están basadas en el material del videojuego Resident Evil 5. Originalmente Sienna iba aparecer en Resident Evil: Extinction, pero la actriz no pudo incorporarse debido a su compromiso con el rodaje de Eragon.[8]
- Michelle Rodríguez como Rain Ocampo: Forma parte de la lista de clones creados por la corporación Umbrella a partir del ADN de la fallecida Rain. Habrá una Rain "buena" que es una ciudadana de Raccoon City sin conocimiento de armas o pelea; y otra "mala" que es soldado de Umbrella y se inyecta el parásito las Plagas para aumentar su fuerza y resistencia.[9] Esta última muere a manos de los miles de zombis que se encuentran debajo del agua.
- Kevin Durand como Barry Burton: Un superviviente del brote mundial del virus-T, forma parte del grupo de supervivientes dirigido por Leon S. Kennedy.[10] Muere asesinado por los clones del equipo STARS.
- Shawn Roberts como Albert Wesker: El antiguo líder de la corporación Umbrella, que ahora forma parte de la resistencia humana, poniéndose en contra de la misma compañía que inició todo. Además, es quien dirige el plan de rescate de Alice y, también, quien le re-inyecta el virus-T, para que Alice recupere sus poderes.
- Johann Urb como Leon S. Kennedy: Es descrito como "el líder de la resistencia, que se une a Alice en su lucha contra la corporación Umbrella y la plaga de zombis."[11]
- Li Bingbing como Ada Wong:[12][13] Una exagente de la corporación, que se infiltra en las instalaciones de Siberia para rescatar a Alice bajo las órdenes de Albert Wesker.[9] El personaje fue integrado a la película como una de las tantas peticiones de los fanáticos del videojuego. A pesar de la polémica relación romántica que existe entre este personaje y el de Leon en el material original, Li comentó que la relación entre ambos sería "sutil".[14]
- Aryana Engineer como Becky Abernathy: Es la hija de una de las clones de Alice en la simulación de Raccoon City. Cuando se encuentra con la verdadera Alice, cree que es su madre, y se une a ella para escapar de las instalaciones. El director Paul W. Anderson ha declarado que lejos de convertir a Becky en la hija de Alice, las dos poseen una relación como la de Ripley y Newt de Aliens.[15]
- Oded Fehr como Carlos Olivera/Todd: Un par de clones creados por Umbrella a partir del ADN del fallecido agente. Sobre su regreso, Fehr comentó: «Bueno, lo interesante es que en un sentido regreso, y en otro no es así. Esto es, porque regreso de dos maneras. Ya vieron a varias millas en la otra película. De manera, que puede haber más Carlos, más Ones y más Rains. Lo interesante es que regreso como dos sujetos en esta entrega. Hay uno dinámico en la relación con el personaje de Milla, y está el del otro lado. Está trabajando para Umbrella de nuevo. Por lo que la respuesta es doble. Es genial. Tengo que interpretar dos personajes. Es divertido. Dos lados opuestos».[9] Muere en la inundación con todo el complejo subterráneo de Umbrella
- Boris Kodjoe como Luther West: Un exjugador de basquetball que sobrevivió al brote mundial del virus-T al refugiarse en una prisión de Los Ángeles. Luego de haberse separado de Alice, Chris y Claire, Luther se ha unido a la resistencia junto a Leon S. Kennedy. Muere durante la pelea con Rain Ocampo, la cual le asesina con un golpe en el pecho que le detiene el corazón.
- Colin Salmon como James "One" Shade: Un clon del fallecido agente, desarrollado gracias a la tecnología de Umbrella. Trabaja para Jill Valentine, y su misión es evitar que el Proyecto Alice logre escapar. Es asesinado por Barry Burton.
- Mika Nakashima como la chica J-Pop: Esta es la chica zombi en la secuencia de inicio en Tokio de la entrega anterior. Ahora, es una de las clones usadas para la simulación de la misma ciudad, dentro de las instalaciones
- Megan Charpentier como La Reina Roja: inteligencia artificial (IA).[16]

## Producción

### Desarrollo
Paul W. S. Anderson regresa como escritor y director, Glen McPherson sirve como director de fotografía y Kevin Phipps como diseño de producción. Un elemento del cuarto videojuego, el parásito llamado "Las Plagas", estará presente en la película y permitirá a los no muertos "andar, en motocicletas, y disparar metralletas".
En el videojuego Resident Evil 5 los protagonistas utilizaban un Humvee, pero en este caso utilizarán un coche modelo Rolls-Royce Phantom.

### Reparto

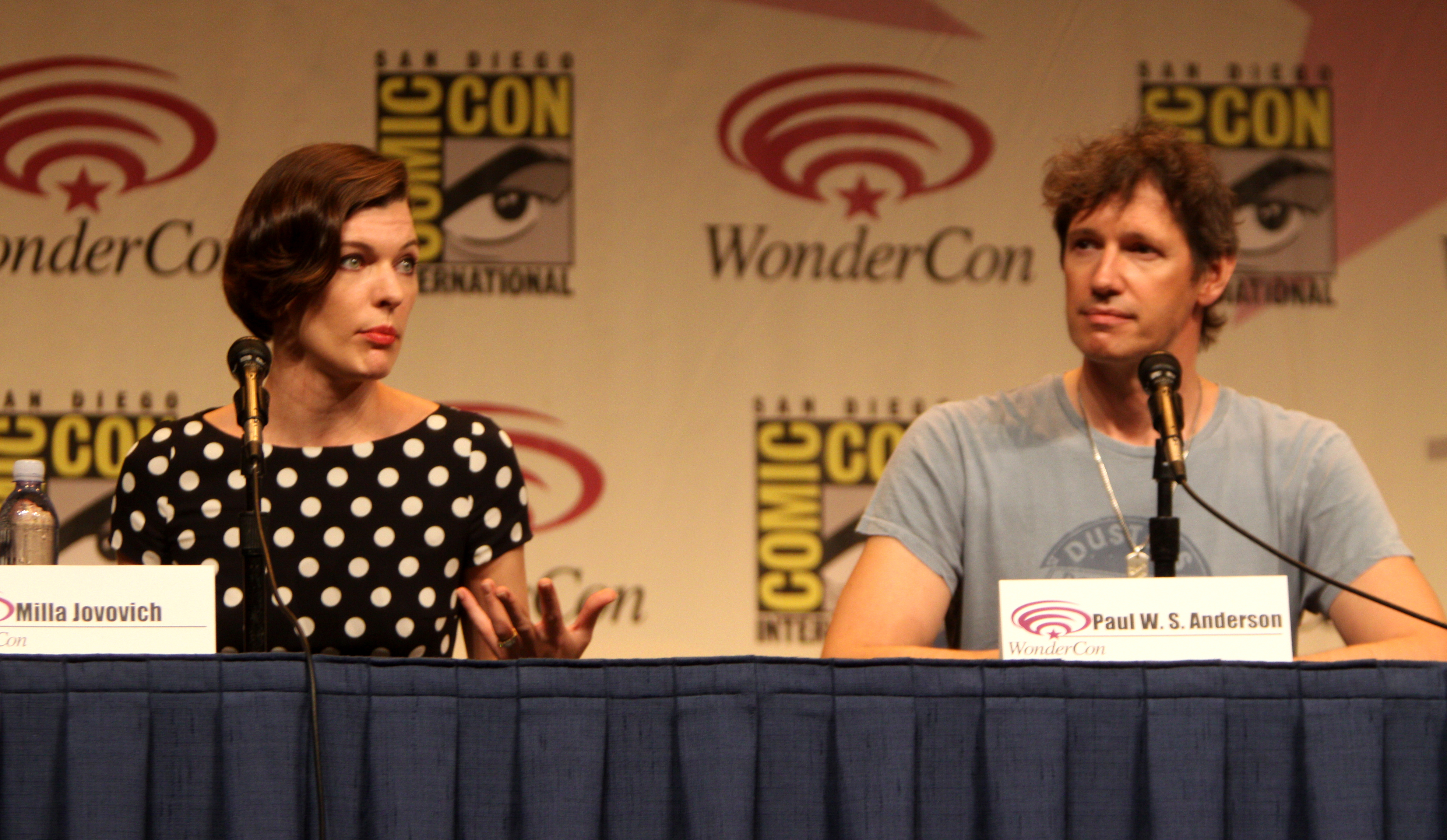
Jovovich con Paul W. S. Anderson en la WonderCon de 2012 promocionando Resident Evil: Retribution.

Los que regresan de entregas anteriores son: Milla Jovovich como Alice, Sienna Guillory como Jill Valentine y Boris Kodjoe como Luther West. Shawn Roberts (Albert Wesker) tendrá solo un cameo. Michelle Rodríguez que interpretó a Rain Ocampo y Colin Salmon, que interpretó a James "One" Shade en la primera película están de vuelta. Oded Fehr que interpretó a Carlos Olivera en la segunda y tercera película también regresa. Habrá dos "versiones" de Rain, One, y Carlos; una será "mala" y la otra será "buena".
Los personajes de la franquicia de videojuegos Ada Wong (interpretada por Li Bingbing), Leon S. Kennedy (Johann Urb) y Barry Burton (Kevin Durand) aparecerán en la película. Ali Larter (Claire Redfield), Wentworth Miller (Chris Redfield) y Spencer Locke (K-Mart) no regresarán: su ausencia se explica porque son capturados por Umbrella.

### Filmación
El 10 de octubre de 2012 comenzó el rodaje en Toronto, Canadá. Algunas otras localizaciones fueron el Cinespacio Kipling de Toronto, Times Square en Nueva York, Tokio, y Plaza Roja en Moscú. Resident Evil: Retribution es la segunda película en ser filmada en 3D, la primera fue Resident Evil: Afterlife. Se usó el sistema de cámaras Red Epic, el productor Jeremy Bolt comentó que es 50% más pequeña que el de Sony F35 que fue utilizado en Resident Evil: Afterlife.
Tan solo un día luego de comenzar la filmación, exactamente el día martes 9 de octubre de 2012, se reportó un confuso incidente en la filmación de la película, resultando 16 heridos de baja consideración, entre los cuales 10 estuvieron hospitalizados. El ministerio mandó especialistas a investigar en terreno lo que pudo ser una falla en el cambio de una plataforma con ruedas, resultando en un agujero de 5 pies de altura por el cual habrían caído los extras personificados como zombis. Al parecer, la filmación de la película se detuvo y fue reanudada tiempo después. Los trabajadores tuvieron dificultades para determinar qué heridas eran ciertas puesto que las personas estaban disfrazadas de zombis con sangre falsa. Muchos de los actores heridos volvieron al rodaje tras recuperarse del accidente.
Las calles de la Plaza Roja se vaciaron por un día y la filmación se desarrolló en el subterráneo ruso por cinco horas. La mayoría de las calles se volvieron sets. Una escena de acción inspirada por el quinto videojuego donde los personajes conducen una Humvee mientras son perseguidos por zombis está presente, pero se cambió la Humvee por una Rolls Royce Phantom. La escena se filmó a finales de noviembre en Moscú.
Durand y Roberts terminaron sus escenas en la primera semana de diciembre y Li siguió filmando hasta el 14 del mismo mes. Una escena de Jill y Alice peleando en la que se involucraron alrededor de 200 movimientos, comenzó a filmarse el 14 de diciembre hasta el final de la producción.
El rodaje terminó el 23 de diciembre de 2012 en Canadá, justo donde inició, con un total de 55 días de filmación.

## Secuela
El 16 de junio de 2014, Anderson le dijo a Collider que estaba en proceso de redacción de la última película, tentativamente titulada Resident Evil: The Final Chapter, este título fue confirmado por la misma Milla Jovovich a través de su página de Facebook el mes de diciembre de 2014, en enero de 2015 Jovovich publicó nuevamente un aviso confirmando que el estreno de la sexta y última entrega está previsto para el 2 de septiembre de 2016 dejando en claro que su filmación comenzara luego de recuperarse del repentino embarazo de su segunda hija.
El 15 de julio de 2015, Milla Jovovich, a través de su cuenta de Instagram hizo oficial las grabaciones de la sexta entrega de la saga donde ella es protagonista. El primer lugar de grabación será en Ciudad del Cabo, Sudáfrica.
A comienzos de agosto del 2015, Sony Pictures retrasó de nuevo la fecha de estreno; esta vez para el 27 de enero del 2017.

## Promoción
El primer teaser de la película estuvo disponible en enero de 2012, presentando productos nuevos de Sony como el celular Xperia, la PlayStation Vita y la Tabla S antes de cambiar a un posapocalíptico Washington D. C., con Alice parada en la azotea de la Casa Blanca.
El primer tráiler completo de la película, estrenó el 13 de junio de 2012, faltando tres meses exactos para el estreno. Fue lanzado tras una entrevista en vivo realizada a Milla Jovovich en Nueva York, donde revelaba datos importantes y respondía a preguntas de los fanes.
Milla Jovovich, Michelle Rodríguez, Oded Fehr, Boris Kodjoe, Mika Nakashima y Paul W. S. Anderson aparecieron en la Comic-Con de San Diego el viernes 13 de julio de 2012. Allí se llevó a cabo una discusión de la película, además de presentar avances y un nuevo tráiler nunca antes visto.
La banda sonora de la película se lanzó por iTunes el 10 de septiembre de 2012. Finalmente, la película fue estrenada en 3D y IMAX 3D, y por lo tanto en 2D el 13 de septiembre de 2012.
La salida del DVD y Blu-ray de esta película se programó para el 20 de diciembre de 2012, según hubo declarado Sony, y consignado en Daily Dead y en el Fanpage en español de Resident Evil: Retribution en Facebook

## Banda sonora
En septiembre de 2012 salió el CD original con la banda sonora de la película. Inicialmente fue lanzado a través de iTunes. El score original, fue compuesto por Tomandandy. La siguiente lista, muestra los 19 temas usados para la quinta entrega de Resident Evil:
| N.º | Título                                  | Duración |  |
| 1.  | «Hexes» (featuring Chino Moreno)        | 3:00     |  |
| 2.  | «Flying Through the Air»                | 3:48     |  |
| 3.  | «First Blood»                           | 1:12     |  |
| 4.  | «Tokyo Revisited»                       | 2:05     |  |
| 5.  | «Corridor»                              | 2:52     |  |
| 6.  | «Planting»                              | 4:05     |  |
| 7.  | «Axemen»                                | 2:47     |  |
| 8.  | «Fall Back»                             | 1:51     |  |
| 9.  | «Imprinted»                             | 0:57     |  |
| 10. | «Suburbia»                              | 2:50     |  |
| 11. | «Phantom Chase»                         | 2:48     |  |
| 12. | «End of the World»                      | 1:26     |  |
| 13. | «Drive Away»                            | 1:10     |  |
| 14. | «Ice Pack»                              | 2:04     |  |
| 15. | «Zombies Under Ice»                     | 2:03     |  |
| 16. | «It's Help»                             | 2:08     |  |
| 17. | «Flying Through the Air» (T-Mass Remix) | 3:55     |  |
| 18. | «Origin» (bonus track)                  | 2:59     |  |
| 19. | «The End» (bonus track)                 | 1:24     |  |